# Adam Ant is the Blueblack Hussar in Marrying the Gunner's Daughter
Albums de Adam Ant
Wonderful
(1995)
Singles
1. Cool Zombie
Sortie : 21 octobre 2012

Adam Ant is the Blueblack Hussar in Marrying the Gunner’s Daughter est le sixième album studio solo d'Adam Ant et son neuvième album studio en incluant les premiers opus parus sous le nom d'Adam and the Ants. Cet album est sorti le 21 janvier 2013, soit dix-huit ans après Wonderful.
Sur ce nouvel enregistrement, le collaborateur de longue date d'Adam Ant, Marco Pirroni, ne fait que trois apparitions en tant que coauteur, tandis que le guitariste et compositeur Boz Boorer, collaborateur régulier de Morrissey, participe à sept nouveaux morceaux.

## Réception critique
L'album reçoit un accueil globalement favorable, avec des critiques mitigées à positives - par exemple quatre étoiles sur cinq pour le site Allmusic et un Metascore de 66 %. Le critique musical Douglas Baptie regrette pour sa part une qualité de production trop variable et globalement mauvaise, ainsi que l'absence de Pirroni qui aurait pu, selon lui, assurer une certaine cohésion à l'album. En conséquence, il ne lui accorde qu'une note de 5/10, estimant que le principal défaut de l'album vient du fait qu'il constitue une collection trop hétéroclite de morceaux enregistrés sur une longue période et dans des conditions diverses.

## Liste des titres
1. Cool Zombie - Adam Ant / Chris McCormack - 3 min 16 s
2. Stay In the Game - Adam Ant / Boz Boorer - 3 min 38 s
3. Marrying the Gunner's Daughter - Adam Ant / Boz Boorer / Matt Walker - 4 min 36 s
4. Vince Taylor - Adam Ant / Boz Boorer - 3 min 48 s
5. Valentines - Adam Ant / Boz Boorer - 5 min 42 s
6. Darlin' Boy - Adam Ant / Boz Boorer - 2 min 33 s
7. Dirty Beast - Adam Ant / Boz Boorer - 3 min 41 s
8. Punkyoungirl - Adam Ant / Marco Pirroni - 5 min 29 s
9. Sausage - Adam Ant / Marco Pirroni - 3 min 41 s
10. Cradle Your Hatred - Adam Ant / Chris McCormack - 4 min 58 s
11. Hardmentoughblokes - Adam Ant - 3 min 51 s
12. Shrink - Adam Ant / Chris McCormack - 3 min 50 s
13. Vivienne's Tears - Adam Ant / Marco Pirroni - 3 min 28 s
14. Who's a Goofy Bunny? - Adam Ant - 5 min 45 s
15. How Can I Say I Miss You? - Adam Ant / Boz Boorer - 3 min 33 s
16. Bullshit - Adam Ant / Chris McCormack - 3 min 23 s
17. How Can I Say I Miss You? [Reprise] - Adam Ant / Boz Boorer - 3 min 32 s